# River Falls (Wisconsin)
River Falls és una població dels Estats Units a l'estat de Wisconsin. Segons el cens del 2000 tenia 12.560 habitants.

## Demografia
Segons el cens del 2000, River Falls tenia 12.560 habitants, 4.269 habitatges, i 2.335 famílies. La densitat de població era de 973,8 habitants per km².
Dels 4.269 habitatges en un 29,1% hi vivien nens de menys de 18 anys, en un 42,7% hi vivien parelles casades, en un 9,1% dones solteres, i en un 45,3% no eren unitats familiars. En el 27,7% dels habitatges hi vivien persones soles el 9,1% de les quals corresponia a persones de 65 anys o més que vivien soles. El nombre mitjà de persones vivint en cada habitatge era de 2,44 i el nombre mitjà de persones que vivien en cada família era de 2,98.
Per edats la població es repartia de la següent manera: un 17,9% tenia menys de 18 anys, un 35,1% entre 18 i 24, un 23,8% entre 25 i 44, un 14,6% de 45 a 60 i un 8,6% 65 anys o més.
L'edat mediana era de 24 anys. Per cada 100 dones de 18 o més anys hi havia 80,1 homes.
La renda mediana per habitatge era de 41.184 $ i la renda mediana per família de 60.253 $. Els homes tenien una renda mediana de 36.275 $ mentre que les dones 27.345 $. La renda per capita de la població era de 17.667 $. Aproximadament el 4,4% de les famílies i el 14,9% de la població estaven per davall del llindar de pobresa.

## Poblacions més properes
El següent diagrama mostra les poblacions més properes.